# Nadja Zela
Nadja Zela (née le 10 mai 1971 à Zurich) est une auteure de chansons, chanteuse et guitariste suisse ayant ses racines dans le rock.
Elle vit à Zurich avec ses deux enfants et son mari, l'illustrateur Christophe Badoux. Elle a participé à la création de deux groupes de rock féminins connus en Suisse, The Whooshings et Rosebud. Elle a aussi fait partie des deux groupes Roundabouts et Fingerpoke. Elle a notamment travaillé avec la rappeuse Big Zis, qui l'engagea comme guitariste lors de sa tournée de 2003 en compagnie de Sportsguitar.
Nadja Zela est à la tête du groupe de Rock'n'Soul Fifty Foot Mama. Elle compose également pour le film et le théâtre.
Au cours des années 1980 et 1990, Nadja Zela fut parmi les musiciennes rock les plus actives sur les scènes suisses. À côté de la participation à quelques grands festivals de musique, le sommet de sa carrière fut d'avoir été nommée, avec Rosebud, première artiste en résidence du club zurichois Helsinki. En 2002 elle a publié son premier CD solo Vierspur-Songs, une collection de chansons enregistrées à domicile sur un enregistreur 4 pistes.
En 2009 a paru son deuxième album solo Ciao Amore, écrit, enregistré et mixé en solitaire.

## Discographie
Nadja Zela
- Ciao Amore, CD, 2009 (Patient Records)

Fifty Foot Mama
- Hard and Soul, CD, 2007 (kuenschtli.ch)
- Chanson « Go Away You Dangerous Diamond » pour la bande sonore du film Der Freund de Micha Lewinsky

Big Zis
- Big Zis dörf alles (chanson : « Ich waart »)

Rosebud
- Emptiness, Without me, single vinyle, 2004
- The Pillow Mountain, 2002 (MakeUp/RecRec)
- 13 Songs NET, 2000 (MakeUp/RecRec)
- Dynamo, EP vinyle 4 pistes, 1999
- Ohrewürm : Ruumschiff, 1999 (Tudor)

Nadja Zela
- 4 Spur Songs, CD, 2001 (Daisycutter)

Fingerpoke
- The Comic Opera Of Our Real Days, CD, 1997 (Glow/Tudor)
- Live At The Studio, LP, 1998 (Irish Mooncake)

The Roundabouts 
- Haven Afar, CD, 1993 (Zytglogge)
- Sound Summer Sessions, cassette, 1994 (Radio DRS)

The Whooshings 
- Tschüss-zäme-Tape, cassette, 1992
- Child/Mask, single vinyle, 1991 (label SSR)
- Mask, démo 8 pistes, 1989

## Liens
- Site officiel
- Site Myspace
- Site officiel de Fifty Foot Mama